# Vidaly
Vidaly (románul: Vidolm) falu Romániában, Erdélyben, Fehér megyében. Közigazgatásilag Alsóaklos községhez tartozik.

## Fekvése
Tordától 29 kilométerre délnyugatra, az Aranyos jobb partján, a Torockói-hegységben fekszik. Délkeleti szomszédjától, Torockótól magas hegylánc választja el.

## Nevének eredete
Először 1470-ben, Wydal alakban jegyezték fel. Kiss Lajos a Vitális férfinév újlatin (provanszál és itáliai) eredetű, de akkoriban a németben is elterjedt Vidal változatával hozza összefüggésbe.

## Története
A 15. század második felében a torockói uradalomhoz tartozó román jobbágyfalu volt. Torda, 1876-tól Torda-Aranyos vármegyéhez tartozott.
1850-ben 335 görögkatolikus vallású román lakosa volt. 2002-ben 128 román nemzetiségű lakosából 126 volt ortodox vallású.

## Látnivalók
- A faluban álló ortodox fatemplom a 18. században épült. 1933-ban külsejét lemeszelték, tornyát pléhlemezekkel borították.
- Az 1285 méter magas Vidalykő (románul: Vârful Ugerului 'Tőgy-csúcs') északkeleti oldalában 165 hektáros vörösfenyő-rezervátum.
- Az Ordaskő 1250 méter magas sziklatömbje.

## Képek

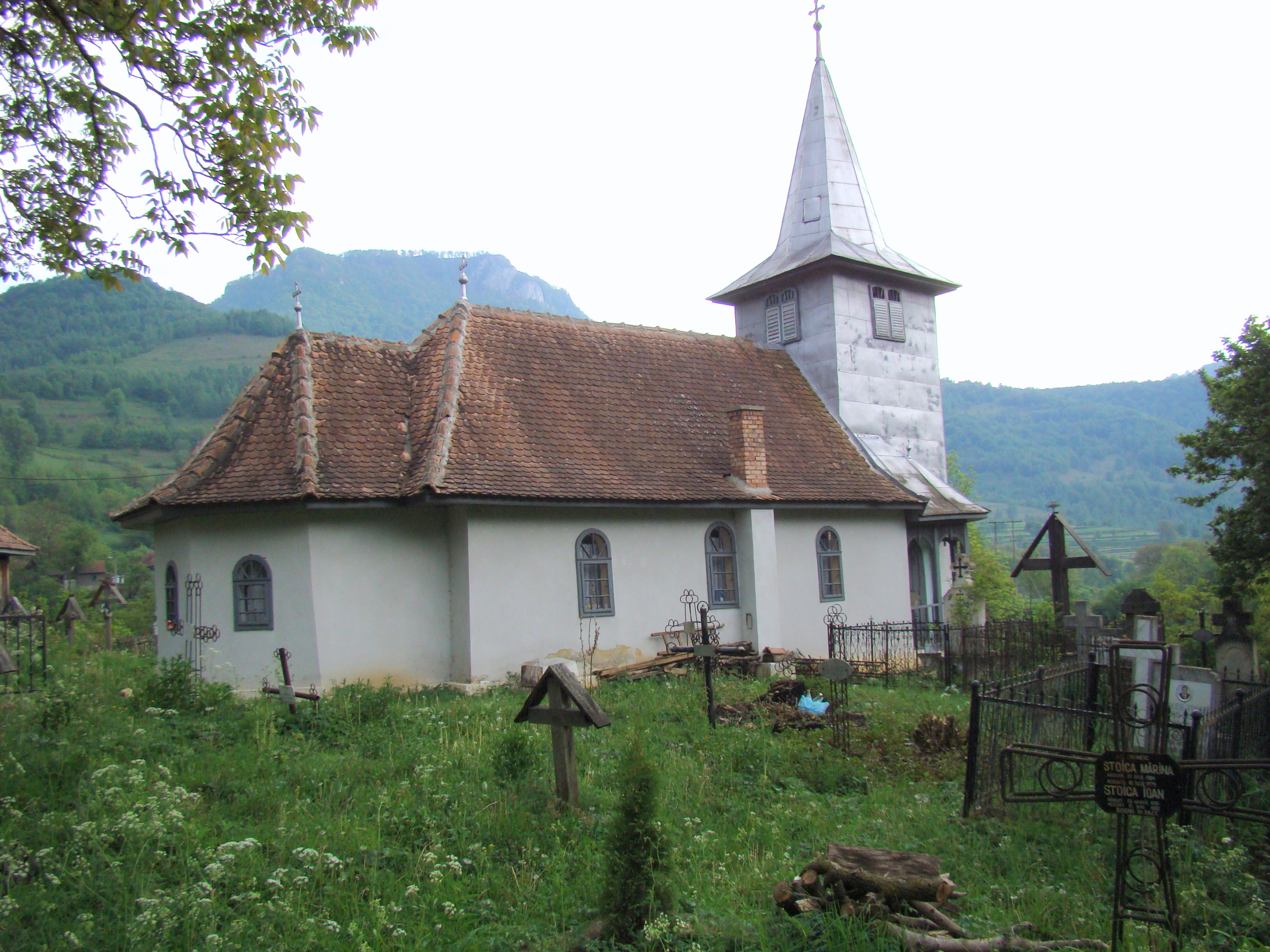
A falu fatemploma
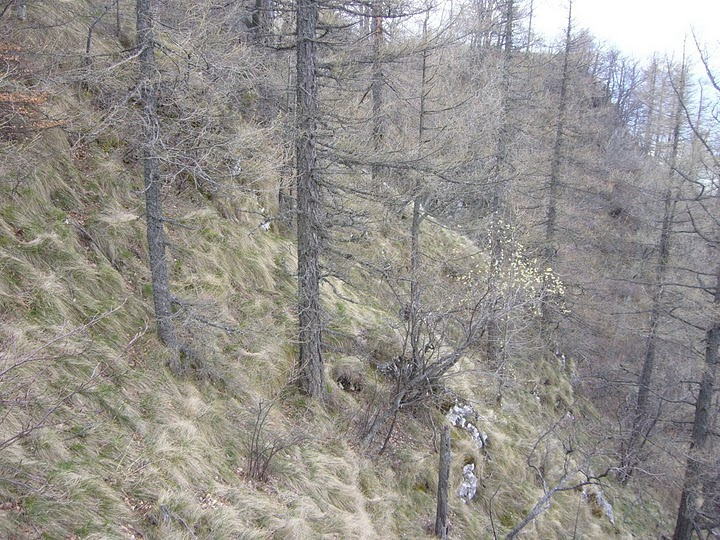
A vörösfenyves részlete
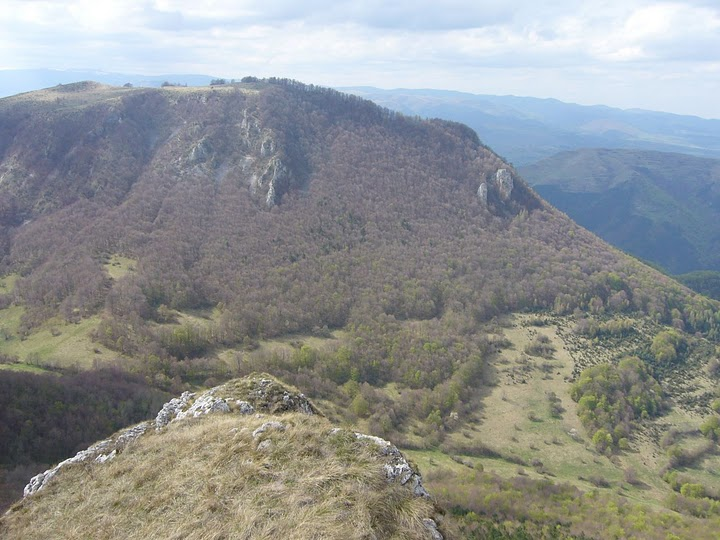
A Vidalykő